# Tiểu blog
Tiểu blog hay blog vi mô (tiếng Anh: microblog) là một dạng blog có các bài đăng có nội dung thu nhỏ như câu nói ngắn gọn, hình riêng, hoặc liên kết đến video. Phần mềm có hạn chế rất thấp về kích thước nội dung để khuyến khích người viết đăng bài thường xuyên. Giống như blog bình thường, các tiểu blog được dùng cho đủ thứ mục đích, thí dụ cho biết những gì đang làm; nói về một chủ đề riêng; quảng cáo trang Web, dịch vụ, sản phẩm; hoặc đẩy mạnh sự cộng tác trong một tổ chức. Các mạng xã hội chuyên môn về tiểu blog, tức mạng xã hội thu gọn, được sử dụng rộng rãi trên các máy tính và điện thoại thông minh. Một số mạng xã hội thu gọn cho phép điều khiển ai có thể đọc các bài đăng để duy trì quyền riêng tư và cho phép đăng bài qua giao diện và phương tiện khác như SMS, nhắn tin nhanh, thư điện tử, hoặc máy chụp hình trên điện thoại.
Các tiểu blog đầu tiên được gọi tumblelog. Thuật ngữ này được đặt bởi lập trình viên why the lucky stiff trong một bài blog ngày 12 tháng 4 năm 2005 để miêu tả blog Anarchaia của Christian Neukirchen. Vào năm 2006 và 2007, từ microblog đã chỉ đến những mạng xã hội thu gọn nổi tiếng như Tumblr và Twitter.
Các mạng xã hội thu gọn nổi bật bao gồm FriendFeed, identi.ca, Instagram, Me2day, Tumblr, và Twitter. Ngoài ra, các mạng xã hội lớn nhất như diaspora*, Facebook, Google+, LinkedIn, Myspace, và XING đều cũng có tính năng tiểu blog, thường được gọi các bản "cập nhật trạng thái". Ở Cộng hòa Nhân dân Trung Hoa, các mạng lớn như Twitter, Facebook, và Google+ đều bị kiểm duyệt, nên nhiều người trong nước đó sử dụng các mạng "vi bác" (tiếng Trung: 微博) thay thế như Sina Weibo, Tencent Weibo, Sohu Weibo, NetEase Weibo, và Fanfou.